# زگبیت مانسفلدر لاند
زگبیت مانسفلدر لاند (به آلمانی: Seegebiet Mansfelder Land) یک شهر در آلمان است که در مانسفلد-زودهارتس واقع شده‌است. زگبیت مانسفلدر لاند ۹٬۳۲۵ نفر جمعیت دارد.